# IPad Air (7-го поколения)
iPad Air (седьмо́го поколе́ния) (официально — iPad Air M3) — планшетный компьютер, разработанный и продаваемый корпорацией Apple. Был представлен 4 марта 2025 года. Планшет является седьмым по счёту в линейке iPad Air и доступен в двух размерах – 11 и 13 дюймов.
Обновление iPad'а является минорным, где самым главным нововведением является процессор Apple M3.

## Основные особенности

### Аппаратное обеспечение
Планшет оснащен процессором Apple M3, который значительно увеличивает производительность устройства по сравнению с предыдущими моделями. Apple утверждает, что новая модель работает почти в два раза быстрее, чем предыдущие iPad Air на базе M1, и до 3,5 раза быстрее, чем iPad Air с A14 Bionic.
Дисплей остается прежним: 11-дюймовая версия имеет яркость 500 нит, а 13-дюймовая — 600 нит. Поддерживается технология Apple Pencil Pro.
Автономность осталась на уровне предыдущих моделей — до 10 часов работы в интернете или просмотра видео. Варианты хранения данных включают 128 ГБ, 256 ГБ, 512 ГБ и 1 ТБ.
Для нового iPad Air доступна обновленная клавиатура Magic Keyboard с увеличенным трекпадом, рядом из 14 специальных клавиш и магнитным креплением к планшету с возможностью регулировки угла его наклона.

## Продажи
Цена на новый iPad Air начинается от $599 за 11-дюймовую модель и от $799 за 13-дюймовую. Клавиатура Magic Keyboard обойдется в $269 или $319 в зависимости от размера планшета.